# 菜市口法场

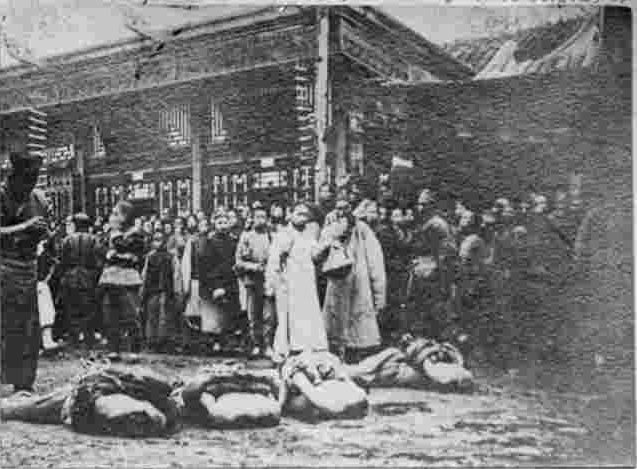
清朝末年菜市口刑场行刑实拍景象

菜市口法场，位于北京旧城宣武门南侧，为清代京师地区的死刑执行场所。
菜市口法场位于一个倒丁字路口，上冲宣武门，西边是广安门方向，东边可穿过前门外大街，崇文门外大街抵达广渠门，是南城贯穿东西的交通干道。刑场的具体位置有不同说法，一说是在当时位于东北角的西鹤年堂中药店门口，还有一种说法是在东口，丞相胡同（旧称绳匠胡同）以东，铁门胡同以西的大道中间。从流传下来的照片推测，后一种说法比较准确。刑场坐东面西，对着丁字路口人群最多的地方。逢行刑之时，先在丁字路口正南偏东立监斩棚，负责监刑的官员和行刑刽子手预先到达坐于其中。尔后，载有囚犯的刑车会沿着宣武门外大街驶来。到达刑场后，监斩官员先宣读皇帝关于处决人犯的谕旨，然后按照皇帝在集中审理死刑案件的秋审中“勾决”的先后顺序将应决囚犯从一众犯人中提出，即行处决。要注意的是，被押赴刑场的犯人并不一定全部被处死，按照清朝相关制度规定，被判处死刑的囚犯会在秋审中因犯罪情节不同而被分为“情实”、“照缓”、“留养承祀”等不同类型，而仅有被拟为“情实”的罪犯被皇帝“勾决”后方可执行死刑。但在实际操作中，本年度所有的死囚均会在行刑之日被押赴刑场，已赴刑场但未被处决的犯人称之为“陪绑”，会在行刑结束后押回监所，等候次年秋审发落。
死刑的执行时间原则上是在秋季霜降之后十日至冬季立冬之前，行刑之时是一日之中的午时（11时至下午1时），据称因此时为一天中“阳气”最重之时，可以抵消处决人命带来的“阴气”。而幾乎所有的监斩官都選在午时三刻执行，之所以在最後一刻才執行，是希望為死囚等待皇帝的特赦敕命。不過，在刑场上获得特赦的事例极为罕见。也有一说指午时与三刻分别象征“魂飞”与“魄散”，意在让处死之人永世不得超生。

## 在菜市口被处决的人
- 左懋第（1601年－1645年），明朝官員。人稱「明末文天祥」。
- 朱常淓（1608年－1646年5月23日），明朝藩王，潞閔王。
- 朱由崧（1607年9月5日－1646年5月23日），明朝藩王，福王；南明皇帝、明安宗。
- 朱存極（？－1646年5月23日），明朝藩王，秦王。
- 朱審烜（？－1646年5月23日），明朝藩王，晉王。
- 朱由棷（？－1646年5月23日），明朝藩王，衡王。
- 朱慈？（？－1646年5月23日），明朝藩王世子，衡王世子。
- 朱慈爚（？－1646年5月23日），明朝藩王，崇王。
- 朱由櫟（？－1646年5月23日），明朝藩王，德王。
- 朱慈煃（？－1646年5月23日），明朝藩王，荊王。
- 朱绍烿（？－1646年5月23日），明朝藩王王子，周王第5子。
- 王之明（？－1646年5月23日），自稱為崇祯帝太子朱慈烺，太子案主角。
- 鄭芝龍（1604年4月16日－1661年11月24日），鄭成功之父。
- 蘇克薩哈（？－1667年），清初四位輔政大臣之一。
- 王士元（1633年－1708年），自稱為崇禎三太子。
- 戴名世（1653年－1713年），詳見「南山案」。
- 汪景祺（1672年－1726年），雍正年羹尧案附案文字狱受害者，其人头在菜市口枭首示众10年。
- 陈德（？－1803年），行刺嘉慶帝失敗被擒。
- 张格尔（1790年－1827年），新疆回变领袖。
- 钟人杰，湖北民变领袖。
- 林凤祥（1825年－1855年），太平天國將領。
- 李开芳（？－1855年6月11日），太平天國將領。
- 柏葰（？－1859年），清朝大臣。
- 肃顺（1816年11月26日－1861年11月8日），同治帝顾命八大臣之一
- 何桂清（？—1862年12月21日），两江总督。
- 卫汝贵（？－1895年），淮军将领。
- 寇连材（？－1896年），清朝末年宦官。
- 譚嗣同（1865年3月10日－1898年9月28日），戊戌六君子。
- 林旭（1875年－1898年），戊戌六君子。
- 楊銳（1855年－1898年9月28日），戊戌六君子。
- 楊深秀（1849年4月24日－1898年9月28日）戊戌六君子。
- 劉光第（1861年－1898年）戊戌六君子。
- 康有溥（1867年－1898年9月28日）戊戌六君子。
- 袁昶（1846年－1900年7月29日），清朝官員。
- 许景澄（1845年－1900年），清朝官員。
- 启秀（1839年－1901年），清朝官員。
- 徐承煜（？－1901年），清朝官員。
- 富珠哩（？－1905年4月10日），是一个蒙古人的奴隶，因为谋杀主人而被凌遲。
- 李汉杰（？－1911年12月2日），字振黃，河南湯陰縣人，辛亥革命烈士。